# Żelazowice
Żelazowice – wieś w Polsce położona w województwie łódzkim, w powiecie opoczyńskim, w gminie Białaczów.
Wieś jest siedzibą rzymskokatolickiej parafii Nawiedzenia Najświętszej Maryi Panny.
Prywatna wieś szlachecka, położona była w drugiej połowie XVI wieku w powiecie opoczyńskim województwa sandomierskiego. W latach 1975–1998 miejscowość administracyjnie należała do województwa piotrkowskiego.